# Антарут
Антарут (арм. Անտառուտ) — село в Арагацотнской области в Армении. Село получило название благодаря соседству с красивым дубовым леском, протянувшимся на несколько километров по склону массива. Село расположено в 2 км к северу от Бюракана, в 1 км к северо-востоку от села Оргов и в 1 км к северо-западу от Бюраканской астрофизической обсерватории.

## Население
По данным «Сборника сведений о Кавказе» за 1880 год в селе Инаклу Эчмиадзинского уезда было 17 дворов и проживало 92 жителя армянской национальности ("народности") и армяно-григорианского вероисповедания, среди которых 52 - мужского пола и 40 - женского. Также в селе была расположена армяно-григорианская церковь.
По данным Кавказского календаря на 1912 год, в селе Инаклу Эчмиадзинского уезда проживало 234 человек, в основном армян.
| Год  | Численность | Численность |
| ---- | ----------- | ----------- |
| 1873 | 92          | [ 4 ]       |
| 1886 | 139         | [ 4 ]       |
| 1914 | 269         | [ 4 ]       |
| 1939 | 216         | [ 4 ]       |
| 1959 | 265         | [ 4 ]       |
| 1970 | 186         | [ 4 ]       |
| 1979 | 228         | [ 4 ]       |
| 1989 | 259         | [ 5 ]       |
| 2001 | 225         | [ 4 ]       |
| 2004 | 326         | [ 4 ]       |
| 2011 | 357         | [ 6 ]       |